# Conicera accola
Conicera accola är en tvåvingeart som beskrevs av Mikhail B. Mostovski och Ronald Henry Lambert Disney 2003. Conicera accola ingår i släktet Conicera och familjen puckelflugor. Inga underarter finns listade i Catalogue of Life.